# Michael Fraser (calciatore)
Michael Fraser (Drumnadrochit, 8 ottobre 1983) è un ex calciatore scozzese, di ruolo portiere.